# El larguero
El larguero es un programa deportivo radiofónico español, dedicado en su mayor parte al fútbol, que se emite en la Cadena SER de lunes a viernes, a partir de las 23:30 horas. Su director y presentador principal es Manu Carreño. El programa es presentado los viernes y sábados por Yago de Vega, y excepcionalmente lo presenta Álvaro Benito en ausencia de ambos.
El programa comenzó sus emisiones en 1989 enfocado a un público joven y fue líder de audiencia en su franja horaria entre 1995 y 2019.Desde el 2019 se disputa el liderato en diferentes oleadas del EGM junto a El partidazo de COPE.

## Historia
En 1989 el periodista Alfredo Relaño, por entonces director de deportes de la Cadena SER, encargó a José Ramón de la Morena y al exfutbolista Michael Robinson la creación de un programa de radio deportivo en la media noche, que pudiera competir frente al entonces líder de esa franja horaria, José María García y Supergarcía en Antena 3 de Radio (y más tarde, la Cadena COPE). El espacio comenzó sus emisiones el 4 de septiembre de 1989 como "La ventana del deporte", aunque pronto pasó a su denominación actual y Michael Robinson abandonaría el proyecto para encargarse de El día después en Canal+.
El espacio se caracterizó en sus primeros años por un tratamiento desenfadado de la actualidad futbolística y deportiva, con un lenguaje coloquial y la participación de los oyentes. Además consiguió varias exclusivas como una confesión del entonces futbolista del Real Madrid, Luis Milla, donde desveló que un futbolista de su antiguo equipo, el FC Barcelona, le ofreció 40 millones de pesetas si su equipo se dejaba vencer ante el CD Tenerife en la última jornada de Primera División que decidía el título.
En 1994 El larguero consiguió superar por primera vez el millón de oyentes en el Estudio General de Medios, y en la primera oleada de 1995 De la Morena logró desbancar a José María García de un liderazgo que ostentaba desde 1973. La distancia se fue ampliando, hasta llegar a un tope de 1.600.000 personas en 1997. 
El 3 de diciembre de 2010 se dieron a conocer los datos de la tercera oleada del Estudio General de Medios dando a El larguero su peor dato histórico de audiencia (1.035.000 oyentes), perdiendo 328.000 oyentes en una sola oleada en detrimento del nuevo proyecto de la COPE, El Partido de las 12, programa presentado por Juan Antonio Alcalá y Joseba Larrañaga. Ambos han sido, en distintas épocas, presentadores de El larguero. Aunque en el siguiente EGM ganó cien mil oyentes, y El Partido de las 12, que perdió mil oyentes.
El 7 de junio de 2016 se confirmó que José Ramón de la Morena abandonaría la dirección del programa y su sustituto será el vallisoletano Manu Carreño a partir del mes de septiembre.
El 30 de junio de 2016 José Ramón de la Morena realizó su último programa de El larguero. Desde ese momento Yago de Vega tomó el relevo hasta la llegada de Manu Carreño la noche del 21 de agosto de 2016. De la Morena y su equipo comenzaron un nuevo programa con el mismo formato en Onda Cero llamado El transistor, el cual debutó el 4 de septiembre de 2016.

## Repercusión
El larguero ha ganado varios premios a lo largo de su historia, entre los cuales el más destacado ha sido el Premio Ondas de 1995 en la categoría de radio. Se han publicado tres libros sobre el programa editados por Ediciones Aguilar: "Los silencios de El Larguero" (1995), "Aquí unos amigos" (1998) y "Diario 2000 de El Larguero" (2000).
Además, José Ramón de la Morena en su libro "Los silencios del Larguero: Cuando fuimos campeones" (2010) comenta los acontecimientos deportivos más apasionantes de los últimos meses y rememora los episodios más destacados de su vida profesional y personal. Cuenta con la colaboración y la opinión de grandes influyentes del deporte como son Iker Casillas, Florentino Pérez y Vicente del Bosque, aparte de la aportación de Andrés Iniesta con la elaboración del epílogo del libro. Con este diario, el periodista rinde homenaje al espacio radiofónico El Larguero. 
Existe también una fundación llamada "Fundación El Larguero", que fue creada por José Ramón De la Morena. Ésta se encarga de organizar distintos campeonatos de fútbol 7 entre jóvenes promesas del que han participado jugadores como Andrés Iniesta o Fernando Torres.

## Presentadores
- José Ramón de la Morena: 1989 - 2016
- Manu Carreño: 2016 -